# Kiegyezés
A kiegyezés, avagy osztrák–magyar kiegyezés (németül: Österreichisch-Ungarischer Ausgleich) a Habsburg-uralkodóház, pontosabban annak feje, I. Ferenc József és a Deák Ferenc és Andrássy Gyula gróf vezette magyar tárgyalódelegáció között 1867 elején született megállapodások összefoglaló elnevezése, amelyek az Osztrák Birodalom és a Magyar Királyság között fennálló politikai, jogi és gazdasági kapcsolatokat rendezték. Az Osztrák–Magyar Monarchia Ferenc József szerint kizárólag három ember egyezkedése és tárgyalásai közepette jött létre: „Deák, Andrássy és jómagam”.
Ez magyar részről négy törvényt jelentett (1867. évi XII., XIV., XV. és XVI. törvénycikk), amelyek sarokpontjait az Andrássy-kormány beterjesztése nyomán 1867. március 20-án kezdte el tárgyalni a magyar országgyűlés. A pontosan egy hónappal korábban, február 20-án alakult kormány egyben az első felelős magyar kormány volt az 1848–49-es forradalom és szabadságharc óta. A 69 pontból álló határozatot 1867. március 30-án fogadta el a képviselőház. A határozat sarokpontjain alapuló törvényeket az év folyamán (a XII. törvénycikket májusban, a többit decemberben) sorban fogadta el az Országgyűlés.
A hatályba léptetéshez Ferenc Józsefnek szentesítenie kellett ezeket. Az uralkodó a fennálló viszonyok miatt erre csak akkor volt hajlandó, ha Magyarország királyává koronázzák (ami a forradalom miatt elmaradt). Ennek alapján Ferenc József 1867. június 8-án Magyarország királya lett. A Mátyás-templomban tartott eseményen a magyar rendek egyfajta gesztusként még feleségét, Erzsébetet is megkoronázták. Ferenc József ezután magyar részről 1867. július 28-án szentesítette a törvényeket, hivatalosan is létrehozva egy paritás elvű alkotmányos monarchiát, melynek neve Ausztria–Magyarország vagy Osztrák–Magyar Monarchia lett.

## Története

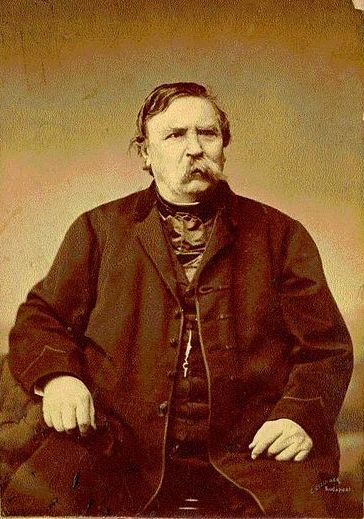
Deák Ferenc, a „haza bölcse”

Az osztrák és a magyar érdekek legélesebben az 1848–49-es forradalom és szabadságharc során kerültek összeütközésbe. Ekkor született meg a modern magyar nemzet. Az osztrák császári seregek az orosz cár segítségével győzedelmeskedtek a magyar honvédseregek felett, a fegyvert a magyar forradalmárok 1849. augusztus 13-án Világos mellett tették le. Az ezt követő időszakot a neoabszolutizmus korának szokás nevezni.
A közvetlenül a forradalom utáni éveket az olmützi alkotmány szerinti közigazgatási rendszer, valamint a megtorlás jellemezte. Magyarország teljhatalmú parancsnokának, Haynaunak a rémuralma (1849–1851), akit 1851. július 7-én Alexander Bach javaslatára mentettek fel hivatalából. Szintén ekkor épült ki a passzív ellenállás általános gyakorlata magyar részről.
A vezetője után egyszerűen csak Bach-korszaknak nevezett éveket (1851–1859) a komoly állami felügyelet és az erős cenzúra jellemezte, igaz enyhült is valamelyest a légkör, mivel Bach az első intézkedései között 1851-ben eltörölte az olmützi alkotmányt (az egész birodalomban), viszont a központosító, Bécs-centrumú politika fennmaradt. A gazdaságban jelentős változás nem mutatkozott, habár Ferenc József a forradalom több vívmányát is meghagyta, mint például a jobbágyság és az ősiség eltörlését, sőt, utóbbihoz 1852-ben kiadta az ősiségi pátenst, amellyel az ehhez kapcsolt adományrendszert is eltörölte.
1859 áprilisában kitört a szárd–francia–osztrák háború, melyet Ausztria a solferinói csatában elvesztett. Ferenc József a vereségért Bach birodalmi belügyminisztert tette felelőssé és augusztus 22-én leváltotta minden politikai hivatalából, majd elküldte nagykövetnek a Vatikánba. Ezután Bach rendszerét Magyarországon felszámolták és mind tartalmában, mind formájában visszaállították a történeti jellegű (forradalom előtti) közigazgatást, melyben Erdély és Horvátország Magyarországtól külön egységet alkotott.
A háborúban meggyengült birodalma megerősítésére az uralkodó 1860. október 20-án kiadta az ún. októberi diplomát, amely a magyar országgyűlés visszaállítását helyezte kilátásba. A fejleményekre reagálva december 17-én összeült az esztergomi értekezlet, ahol a még mindig érvényben lévő 1848. évi V. törvénycikk alapján kidolgozták egy esetleges képviselőválasztás lebonyolítását biztosítani hivatott rendelkezéseket, majd kezdeményezték az országgyűlés összehívását, a választások kiírását.

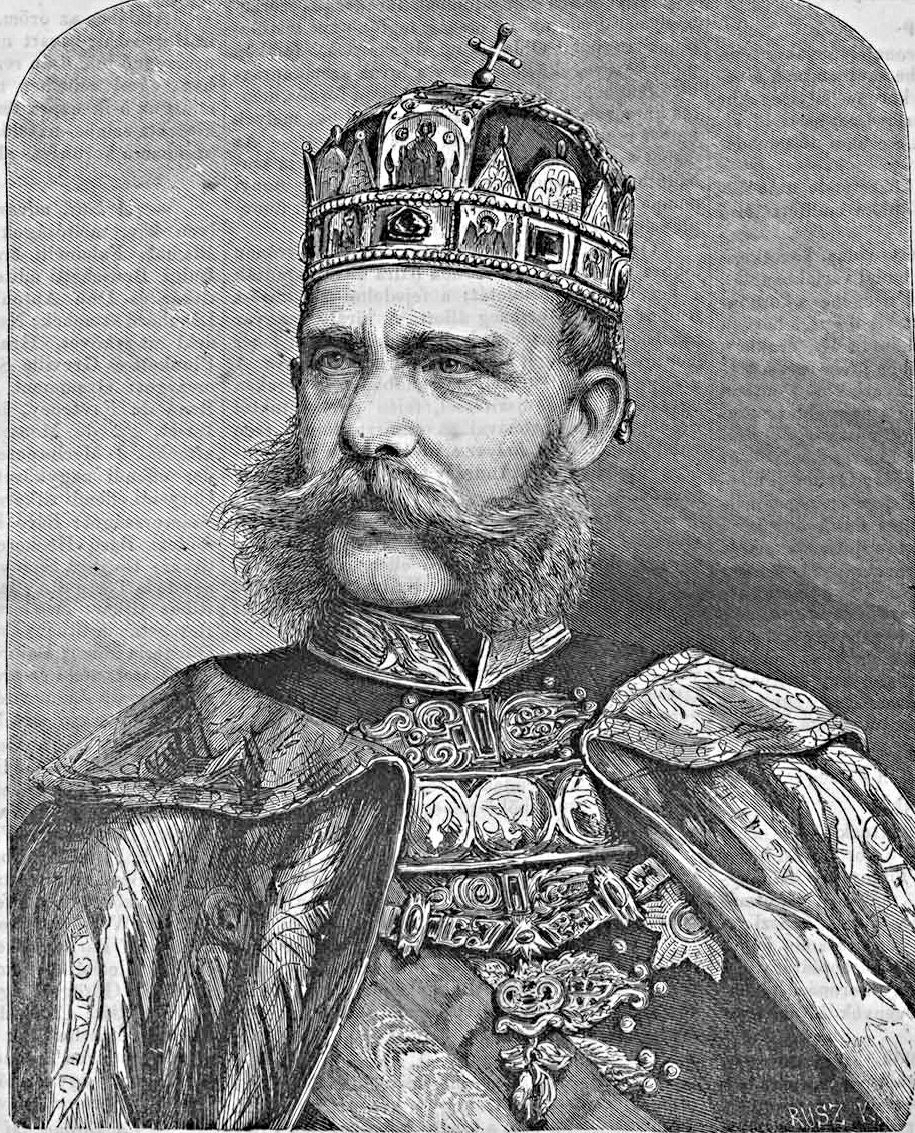
I. Ferenc József fején a Szent Koronával magyar királlyá koronázása után. (Vasárnapi Ujság, 1867. június 2.)

Ferenc József megengedte az 1861-es választások kiírását, melynek eredményeként februárban 1849 után először újra összegyűlt a magyar törvényhozás; egy esetleges kormány megalakításáról azonban ekkor még szó sem lehetett. A képviselőválasztást egyébként a Deák Ferenc vezette Felirati Párt nyerte meg a 410-ből 250 mandátum (58%) lett az övék. Épphogy összeültek, 1861. február 26-án az uralkodó kiadta az ún. februári pátenst, amely a tartományi gyűlések fölé egy birodalmi gyűlést rendelt és egyben nyilvánvalóvá is tette, hogy az egész dolgot csak azért hagyta, hogy pátensét Magyarországon törvényesen is bevezethesse. Ezt értelemszerűen a parlament elutasította, mire Ferenc József feloszlatta a gyűlést és ideiglenes, átmeneti állapotot, más néven provizóriumot hirdetett és újra az aktuális osztrák belügyminiszter, azaz Anton von Schmerling lett ennek az adminisztrációnak a magyarországi feje.
Az új helyzet már jóval könnyebbnek mutatkozott az előzőeknél, de továbbra is a neoabszolutizmus jegyében telt. A folyamatos enyhülés jegyében 1865. április 16-án a Pesti Naplóban jelentette meg Deák Ferenc a később a „húsvéti cikk” néven emlegetett írását, melyben a későbbi kiegyezés felé vezető út lehetőségét vázolta fel, nem titkoltan az osztrákoknak címezve. Ugyanakkor, időközben 1865 és 1867 között nyaranta a „haza bölcse” sógorának, és egyben hű barátjának, nyirlaki Tarányi-Oszterhuber Józsefnek a Zala vármegyei pusztaszentlászlói kúriájában szorgalmasan dolgoztak Deák Ferenc és társai a kiegyezés előkészítésén.
A Deák Ferenc-féle húsvéti cikkre reagálva a császár leváltotta Schmerlinget és engedélyezte a magyar országgyűlés összehívását, illetve ennek érdekében egy képviselőválasztás kiírását. 1866-ban kitört a porosz–osztrák–olasz háború, amelyben az Osztrák Császárság a königgrätzi csatában súlyos vereséget szenvedett Poroszországtól. A Habsburgok a magyarokkal való kiegyezésre kényszerültek, hogy megmenthessék haldokló birodalmukat. A szárd–francia–osztrák háború és a porosz–osztrák–olasz háború következtében ugyanis a Habsburgok birodalma 1866-ra az összeomlás peremére került, mivel ezek az elhibázott katonai vállalkozások óriási állami kiadásokkal jártak és elszabadult pénzromláshoz, egekbe szökő államadóssághoz és pénzügyi csődhelyzethez vezettek.
A tárgyalások a prágai béke megkötése után felgyorsultak. Osztrák (császári) oldalról Ferdinand Beust báró 1866 végi külügyminiszteri kinevezése volt fontos momentum, mert ő győzte meg a kabinetet arról, hogy kiegyezés nélkül már nem lehet tovább fenntartani a birodalmat.

### A megegyezés
A magyar politika ekkoriban 47-es, 48-as, vagy 49-es nézeteket vallókra tagolódott. A számok évszámokat (1847, 1848 és 1849) jelöltek és értelemszerűen az 1848–49-es forradalom és szabadságharc (és előzményei) abban az adott évben létezett vagy elért politikai viszonyait, vívmányait, rendszerét akarták látni érvényesülni. A 47-esek voltak a legkevesebben, ők a kiegyezést ókonzervatív álláspontból ellenezték, a közvetlenül a forradalom előtti idők viszonyrendszerét látták a legideálisabbnak. 

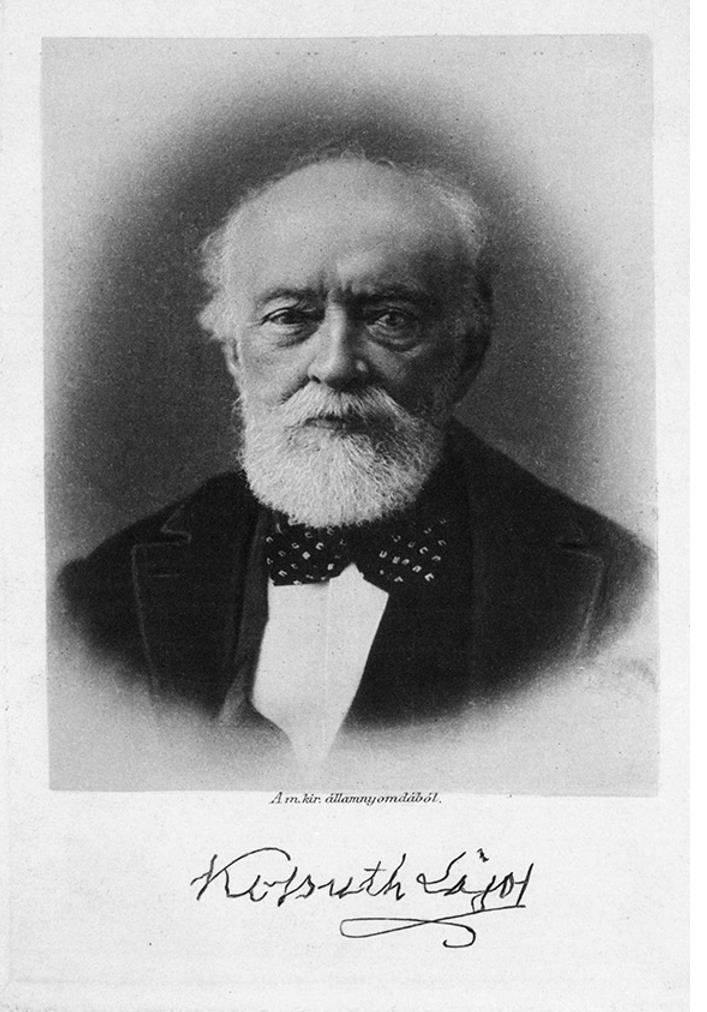
Kossuth Lajos 1880-ban

A 48-asok voltak Deák Ferenc hívei, akik az áprilisi törvények maradéktalan teljesülését tekintették a tárgyalások alapjának, illetve Magyarország önkormányzatiságának (vérmérséklettől függő mértékű) maximalizálására törekedtek, míg a 49-esek, Kossuth Lajos hívei a teljes függetlenséget (minden unió felbontását Ausztriával) és Magyarország köztársasággá alakítását (vagy magyar király választását) tűzték zászlajukra.
Még kicsit korábban, Deák húsvéti cikke hatására Ferenc József megengedte a magyar országgyűlés összehívását, illetve az ehhez szükséges 1865-ös választások kiírását és lebonyolítását. Az ennek eredményeképp 1865. december 11-én összeült parlament a választásokon abszolút győzelmet szerzett Deák Párt vezetőjét, Deák Ferencet tette meg a magyar tárgyalódelegáció vezetőjévé.

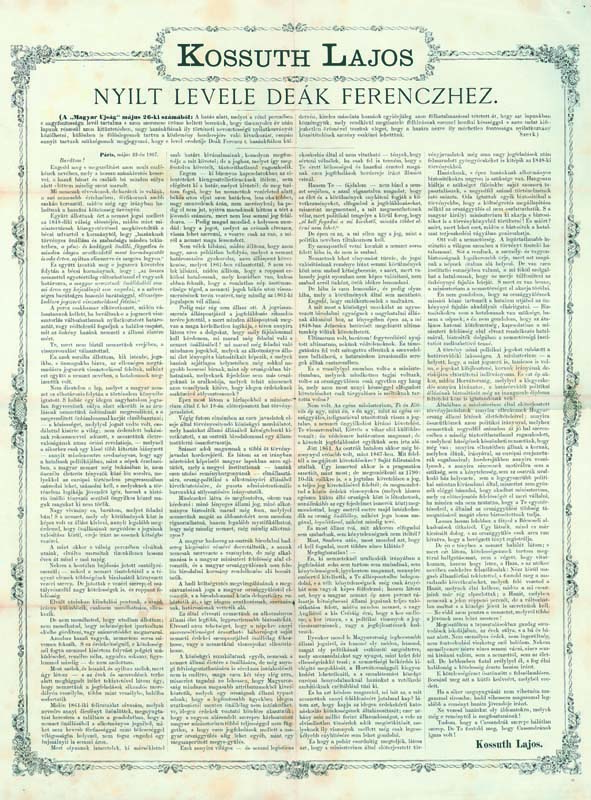
A Cassandra-levél

Bár Deákot minden oldalról támadták és sokan igyekeztek vereségnek beállítani az egyezséget, de az nézőponttól függően akár sikeresnek is tekinthető. Ezt leginkább az a tény támaszthatja alá, hogy az áprilisi törvények a nemzeti őrsereg és a nemzeti bank felállításának kivételével (egyszerűbben szólva a 12 pontból 10-nek, valamint az egyéb, ezen kívül eső április törvények zömének elfogadtatásával) olyan kompromisszumra jutott Ausztriával, ahol Magyarország az osztrák belügyminiszter által irányított, gyakorlatilag osztrák félgyarmati státuszából a közös külügyeket és közös hadügyeket (és a kapcsolódó pénzügyeket, valamint a perszonáluniót) leszámítva újra önálló állam lett, saját választott parlamenttel, kormánnyal és kormányfővel, a belügyeiben korlátlan, pénzügyeiben részleges önkormányzatisággal. 1867. február 17-én az uralkodó Deák javaslatára idősebb Andrássy Gyulát kérte fel Magyarország miniszterelnökének, az ennek nyomán felállt Andrássy-kormány pedig február 20-án tette le hivatali esküjét.
A teljes függetlenség hívei azonban így is árulásnak tartották és nevezték a kiegyezést, hiába lett az új szövetség neve Ausztria-Magyarország (vagy Osztrák–Magyar Monarchia) és alakult meg az Andrássy-kormány, azaz 1849 után tizenkilenc évvel a következő önálló, felelős magyar kormány. Kossuth Lajos a május 28-án megjelent ún. Cassandra-levélben egyenesen a nemzet halálát, Magyarország széthullását jövendölte, ha a kiegyezés létrejön.
A kiegyezést a magyar társadalomnak elenyészően kis része rendezte el és törvényesítette (a választójog igen korlátozott volt, a népességnek kevesebb mint 8 százaléka bírt szavazati joggal), és a nép nagyon nagy része tekintette azt a magyar ügy és a forradalom öröksége elárulásának. Ez mély és tartós töréseket okozott a magyar társadalomban.
„Viszont a kiegyezés elfogadtatása a társadalommal, komoly nehézségekbe ütközött. Több megye (például Heves, Pest, Szatmár) elutasította a kiegyezést és kiállt Kossuth mellett, az ellenzék megszervezte a demokrata körök hálózatát, az Alföldön többezres kormány- és kiegyezés-ellenes népgyűlésekre került sor stb. A kormány, felfüggesztve liberális elveit, határozott ellenlépésekre szánta el magát: bebörtönözte a Kossuth leveleit közlő Böszörményi Lászlót, betiltotta a demokrata köröket, a leginkább ellenálló Heves megyébe pedig királyi biztost küldött. A rendszer stabilizálása és az új politikai intézmények elfogadása azonban még így is évekig elhúzódott.” in: Cieger András: Kormány a mérlegen - a múlt században.
A kiegyezést annak támogatói ettől függetlenül a forradalom utáni viszonyokhoz (Haynau, Bach-rendszer, provizórium) viszonyítva, valamint abból a tényből kiindulva, hogy az áprilisi törvények majdnem egészét sikerült elfogadtatni, valamint Erdély és a Partium is visszacsatolásra került, az 1848–49-es forradalom és szabadságharc egyértelmű és kompromisszumai ellenére is átütő magyar győzelmeként értékelték.

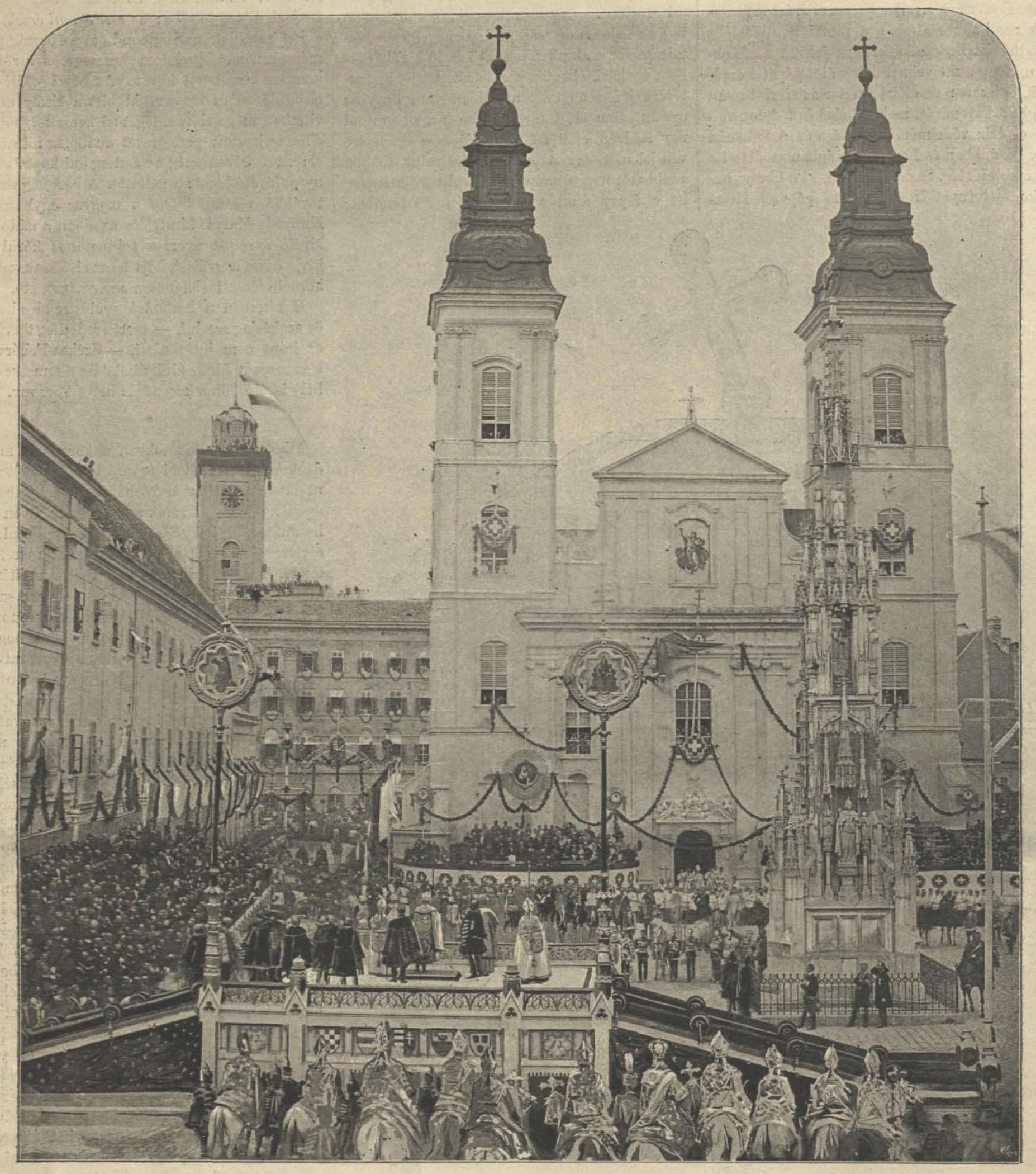
Fénykép a koronázási esküről

Felséges I Ferencz József Magyar Ország Királya 1867, junius 8.

A megegyezés értelmében az osztrák császár I. Ferenc József néven Magyarország királyává koronázták 1867. június 8-án Budán, a Mátyás-templomban. A tárgyalások végleges lezárulta után pedig, július 28-án a király szentesítette a kiegyezés magyar törvényeit, amivel megszületett az Osztrák–Magyar Monarchia.
A pénzügyi terhek viseléséről akképp állapodtak meg, hogy annak feltételeit és arányait tíz évente kötelező jelleggel újratárgyalják. A gazdasági kiegyezés ilyetén megoldása később számtalan, a megújítás esedékességekor kirobbant politikai vitát és kisebb-nagyobb belpolitikai válságot generált, többnyire Magyarországon, de Ausztriában is.
A kiegyezés rendszere a magyar népesség körében mindvégig népszerűtlennek bizonyult, létrejöttét és fennmaradását csak a polgárok széles rétegeit kirekesztő, vagyoni cenzusra épülő, igen szűk körű választójognak köszönhette. Épp ezért az új politikai rendszert óvatosságból nem azonnal, hanem csak 1869-ben, az 1869-es választásokon mérettették meg először. Ekkor a képviselői helyekért három párt indult; a kiegyezés párti (és egyben azt tető alá hozó) Deák Párt, a kiegyezés ellenzői pedig álláspontjuktól (részleges, avagy teljes elutasítás) függően a Balközép Párt, vagy a Szélsőbal jelöltjeként mérettették meg magukat. Bár országos szinten (legalább) ez a három párt létezett, a képviselőválasztások mégis a Deák Párt és a mérsékelt ellenzéki Balközép Párt között dőltek el és Deák Párt abszolút győzelmével zárultak (a mandátumok 55,95%-át szerezték meg). Ez az 1905–1906-os magyarországi belpolitikai válságig bebiztosította a dualista államberendezkedést. A függetlenségi ellenzék azonban közjogi ellenzék maradt, amely a kiegyezést elutasította. Az álláspontja miatt a kiegyezéses rendszerben kormányzásra képtelennek tekintett függetlenségi ellenzékkel szemben a gyakorlatilag leválthatatlan egységes párt kormányzott. Az egységes párt uralmát -a parlamentarizmus formális megtartásával- a választási rendszer, a nyílt közigazgatási nyomásgyakorlás és a választók korrumpálásának bevett gyakorlata támogatta. Ez a rendszer megmaradásához nélkülözhetetlen szűkre szabott választójog fenntartását, a rég várt társadalmi reformok elmaradását, a társadalmi problémák kezeletlenül hagyását is jelentette.

## A kiegyezés tartalma

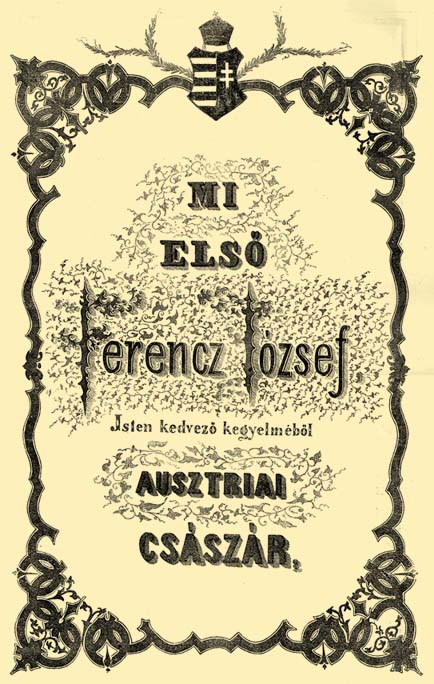
A kiegyezési törvénycikkek első oldala

A megállapodás értelmében az 1848–49-es forradalom és szabadságharc után tizenkilenc évvel az áprilisi törvények gyakorlatilag mindegyike, valamint a 12 pontból 10 (a nemzeti őrsereg és a nemzeti bank kivételével) újra törvényi erőre emelkedhetett. Praktikusan szemlélve ha kompromisszumokkal is, de végső soron a forradalom 1848-as állapota győzött a tárgyalóasztalnál. A 12 ponton végighaladva megszűnt a kemény osztrák sajtócenzúra, Pest-Budán megalakulhatott az Andrássy-kormány (a felelős minisztérium), Pesten, a Sándor utcában rendezkedett be a népképviseleti országgyűlés (ami 1865-ben kezdte máig is folyamatos működését), a törvény előtt újra egyenlőek lettek a különböző keresztény felekezetek és a különböző származásúak, újra bevezették a közteherviselés fogalmát (azaz mindenki fizet adót), bizonyos megkötésekkel ugyan, de újra felállhatott az önálló Magyar Honvédség és a magyar parlament ajánlhatta meg a közös hadseregbe az újoncok számát, az esetlegesen még börtönben lévő politikai foglyokat pedig elengedték, egyúttal általános amnesztiát is hirdettek a külföldön maradottaknak, amennyiben visszatérnek (ezzel pl. Kossuth Lajos nem élt). Ezeken felül újra Magyarországhoz csatolták Erdélyt és a Partiumot, valamint a magyar tengermelléket (azaz Fiumét, amit végül a magyar–horvát kiegyezés szentesített). A pontok közül egyet, az úrbér, valamint az ősiség eltörlését Ferenc József jóváhagyta a forradalom leverése után, ahogy a jobbágyfelszabadítást is, így azok már a tárgyalások kezdetén is érvényben voltak.

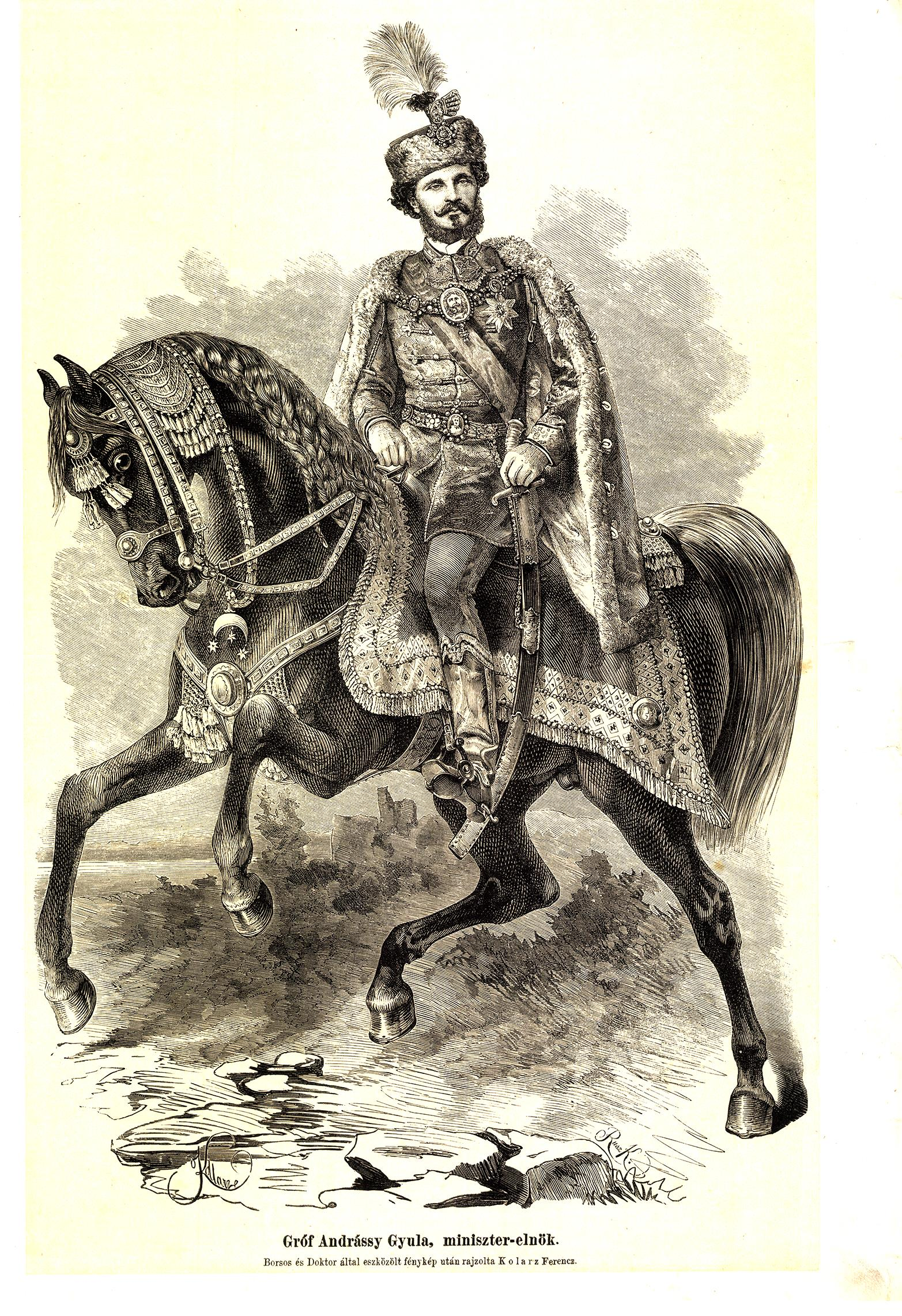
Deák Ferenc javaslatára Ferenc József Andrássy Gyulát kérte fel kormányalakításra 1867. február 17-én.

Magyarország a perszonáluniót (a két államnak ugyanaz a feje) leszámítva önálló, szuverén állam lett ismét; a külügy, a hadügy, illetve az ezekhez kapcsolódó pénzügyek kezelésére létrehoztak egy közös külügy-, közös hadügy- és közös pénzügyminisztériumot. Ezek függetlenek voltak mind az osztrák, mind a magyar pénzügy- és hadügyminisztériumoktól ellenben szabályozás helyett szinte kizárólag csak koordinációs feladatokat láttak el. A hadseregek főparancsnoka Ferenc József lett, a monarchiát pedig csak és kizárólag a közös külügyminisztérium képviselhette külföldön (vagyis tulajdonképpen ez volt az egyetlen valódi minisztérium a háromból).
A jogi és politikai kapcsolatokkal ellentétben a gazdasági kiegyezésről úgy rendelkeztek, hogy azt tíz évente kötelezően meg kellett újítani Ausztria és Magyarország között.
- Ferenc József előszentesítési jogot kap, vagyis törvényjavaslatot csak az ő egyetértése mellett lehet a Parlamentnek benyújtani.
- A miniszterelnököt a király nevezi ki a parlament ajánlása alapján (1867/XII. tc.).
- Az ország, önállóságot kap minden téren, 2 kérdéskört kivéve (külügy, hadügy, illetve ezek pénzügyei).
- A hadsereg parancsnoka a mindenkori uralkodó, jelen esetben Ferenc József.
- Az újoncmegajánlás a kormány kezében maradt.
- Vannak olyan ügyek, amelyekben együttes minisztériumokat állítanak fel, ilyen a külügy (Osztrák–Magyar Külügyminisztérium), a hadügy, illetve az ezek pénzügyeit intéző Osztrák-Magyar Pénzügyminisztérium)
- A pénzügyekről külön „gazdasági kiegyezés” született.
- A két ország évente közös bizottságot hív össze közös ügyeik érdekében (egyik évben Bécsben, másik évben Pesten).
- A kiadásokról kvóta alapján osztoznak, amelyet 10 évente újratárgyalnak (itt meghatározott 30%-70% arány) (1867/XIV.tc). A megegyezés keretében Magyarország átvállalta az osztrák államadósság tetemes részét is.
- Az országok között vám- és kereskedelmi szövetség jön létre (1867. évi XVI. tc.)
- Közös súly- és mértékrendszert vezetnek be.
- Közös fizetőeszközt vezetnek be (korona).
- A posta- és a távírdaügyet szinkronizálják.

Az uralkodó igen erős királyi előjogokat szerzett:
- Ő lett a legfőbb hadúr, minden, a hadsereg felépítésére, szervezetére és ügyvitelére vonatkozó fennhatóság a kezébe került. Ő nevezte ki a tisztikar tagjait, hadat üzenhetett és ő volt a hadsereg főparancsnoka is.
- Szükségállapotot hirdethetett.
- A minisztertanács által az országgyűlésnek benyújtani kívánt minden törvény tekintetében előszentesítési joggal rendelkezett, vagyis jóváhagyása nélkül törvény nem kerülhetett az országgyűlés elé. Megvétózhatott bármely, az országgyűlés által elfogadott törvényt.
- Jogot kapott az országgyűlés feloszlatására.
- Ő nevezte ki és bocsájtotta el a minisztertanács tagjait.

Ez a magyar önállóság erős csökkenését jelentette még az 1848 előtti állapothoz képest is, a király pedig döntő befolyást szerzett mind a minisztertanács (a magyar kormány), mind az országgyűlés felett.
A magyar-osztrák viszony rendezése után sor került az országon belüli nemzetiségi kérdések rendezésére is.
- A horvátokkal is megkötik a kiegyezést, szabadon működhet a horvát parlament, a szábor és önállóságot kap a horvát kormány területén belül (1868/XXX. tc.)
- Az Eötvös József által javasolt nemzetiségi törvény:
  - az alsó- és középfokú oktatást támogatja;
  - nyelvhasználatot biztosítja ott, ahol megfelelő a nemzetiségek aránya;
  - bizonyos mértékű kulturális autonómiát biztosított.

## A kiegyezéssel kapcsolatos törvények
Magyar részről:

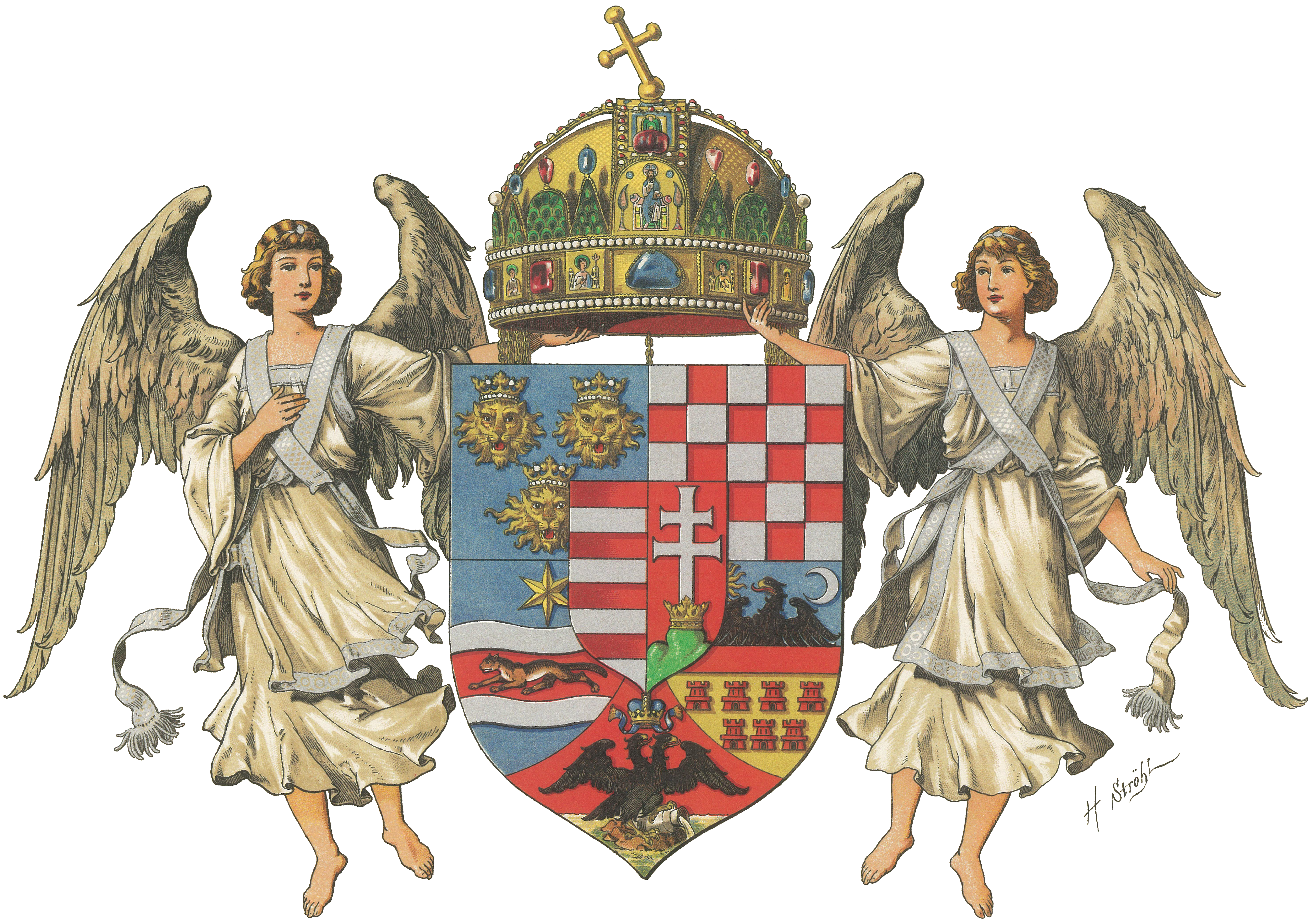
A Magyar Királyság középcímere 1867-1915 között (Mittleres Wappen der Ungarischen Länder Österreich-Ungarns aus dem Jahre 1867–1915)

Ausztria-Magyarország zászlaja

- 1867. évi XII. törvénycikk[11] a magyar korona országai és az Ő Felsége uralkodása alatt álló többi országok között fenforgó közös érdekű viszonyokról, s ezek elintézésének módjáról (Elfogadva 1867. május 29-én. Mellette 209, ellene 89, nem volt jelen 83 fő.)[12]
- 1867. évi XIV. törvénycikk[13] azon arányról, mely szerint a magyar korona országai az 1867. évi XII. törvénycikkben a sanctio pragmatica folytán közöseknek ismert államügyek terheit ezentúl viselik (Elfogadva 1867. december 7-én.)[14]
- 1867. évi XV. törvénycikk[15] az államadósságok után a magyar korona országai által vállalandó évi járulékról (Elfogadva december 11-én.)[16]
- 1867. évi XVI. törvénycikk[17] a magyar korona országai és Ő Felsége többi királyságai és országai közt kötött vám- és kereskedelmi szövetségről (Elfogadva december 21-én.)[18]

Osztrák részről (Decemberi Alkotmány):
- Törvény a birodalmi képviseletről szóló 1861. február 26. kelt alaptörvény megváltoztatásáról
- Állami alaptörvény a Birodalmi Tanácsban képviselt királyságok és tartományok állampolgárainak általános jogairól
- Állami alaptörvény a birodalmi bíróság felállításáról
- Állami alaptörvény a bírói hatalomról
- Állami alaptörvény a kormány és a végrehajtó hatalom gyakorlásáról
- Törvény a Birodalom tartományainak közös ügyeiről

## Hatásai, későbbi sorsa

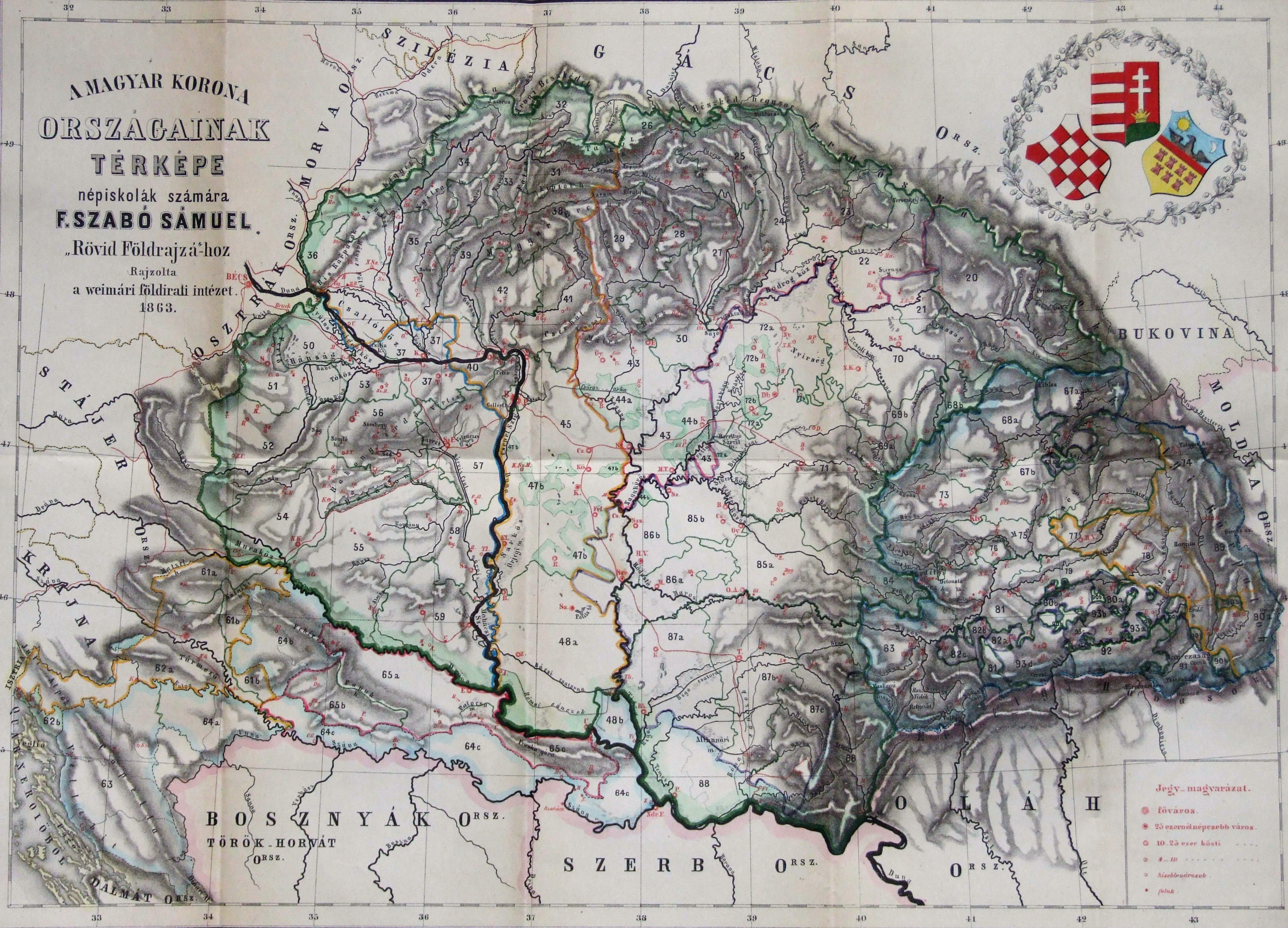
A Magyar Korona országainak térképe (1863)

A kiegyezés egyértelmű következménye a viszonylagos belpolitikai önállóság mellett egy viszonylag békés 50 év, mely alatt Magyarország jelentős gazdasági fejlődésen ment keresztül.
A dualizmus korában a magyar belpolitika legfontosabb töréspontja a kiegyezéshez való viszony volt. A többnyire ellenzéki Függetlenségi és Negyvennyolcas Párt elutasította, a többnyire kormányzó Szabadelvű Párt, majd a Nemzeti Munkapárt pedig támogatta. (A Magyarországi Szociáldemokrata Pártot nem engedték a választásokon indulni.)
Ferenc Ferdinánd trónörökös tervet dolgozott ki a Monarchia államszerkezetének a megreformálására hatalomra kerülése esetén. A terv szerint a dualista birodalom modern föderációvá alakult volna át, amiben a szláv népek is államalkotó szerepet kaptak volna (trializmus). Halála miatt az elképzelés nem valósult meg.
Végül a kiegyezést a monarchia I. világháborús katonai veresége után, 1918. október 20-án Wekerle Sándor magyar miniszterelnök mondta fel.